# Ayumi Hara
Ayumi Hara (原 歩 Hara Ayumi?,  nacido el 21 de febrero de 1979 en Tokio) es una exfutbolista japonesa que jugaba como centrocampista.
Hara jugó 42 veces y marcó 2 goles para la selección femenina de fútbol de Japón entre 1998 y 2008. Hara fue elegida para integrar la selección nacional de Japón para los Copa Mundial Femenina de Fútbol de 1999, 2007 y Juegos Olímpicos de Verano de 2008.

## Trayectoria

### Clubes
| Club               | País  | Año         |
| ------------------ | ----- | ----------- |
| Nippon TV Beleza   | Japón | 1993 - 2001 |
| Iga FC Kunoichi    | Japón | 2002 - 2005 |
| INAC Kobe Leonessa | Japón | 2006 - 2009 |
| AS Elfen Saitama   | Japón | 2013 - 2014 |

### Selección nacional
| Selección | País  | Año         |
| --------- | ----- | ----------- |
| Absoluta  | Japón | 1998 - 2008 |

## Estadística de equipo nacional
| Selección femenina de fútbol de Japón | Selección femenina de fútbol de Japón | Selección femenina de fútbol de Japón |
| Año                                   | Partidos                              | Goles                                 |
| ------------------------------------- | ------------------------------------- | ------------------------------------- |
| 1998                                  | 3                                     | 0                                     |
| 1999                                  | 12                                    | 1                                     |
| 2000                                  | 6                                     | 0                                     |
| 2001                                  | 4                                     | 0                                     |
| 2002                                  | 2                                     | 0                                     |
| 2003                                  | 0                                     | 0                                     |
| 2004                                  | 1                                     | 0                                     |
| 2005                                  | 1                                     | 0                                     |
| 2006                                  | 0                                     | 0                                     |
| 2007                                  | 5                                     | 0                                     |
| 2008                                  | 8                                     | 1                                     |
| Total                                 | 42                                    | 2                                     |